# Österbottens Tidning
Österbottens Tidning (förkortning ÖT) är en svenskspråkig dagstidning som ges ut i regionen Svenska Österbotten i Finland. Den bildades den 23 maj 2008 genom sammanslagning av Jakobstads Tidning i Jakobstad och Österbottningen i Karleby. Tidningen är en lokal regionaltidning för Jakobstads- och Karlebyregionen, och den ägs av HSS Media.
Den utkommer sex dagar i veckan med en upplaga som år 2008 enligt Upplagekontroll Ab låg på 15 720 exemplar. I maj 2013 lanserades nya webb- och mobilsidor som är riktade till prenumeranter. Samma år noterades tidningens upplaga till 13 901 exemplar, vilket fram till 2017 sjönk till 12 000.